# A 50 85 10-
Les A 50 85 10- sont une série de voitures unifiées de type IV de 1re classe des Chemins de fer fédéraux suisses (CFF).
On distingue les séries -73, -75 et -95 aptes aux 200 km/h, dont certaines seulement jusqu'à 160 km/h. Les voitures de seconde classe correspondantes sont les B 50 85 21-.

## Livrées
Pour permettre la réversibilité de la rame, les séries -73 sont rénovées à partir de 1995. Elles sont aussi préparées à l'installation d'amortisseur de lacet. Pour les différencier, elles sont munies d'un triangle jaune aux extrémités de la voiture. À partir de l'an 2000 les voitures sont progressivement équipées de toilettes à circuit fermé, puis à partir de 2003 on installe sur certaines des amortisseurs à lacet pour augmenter la vitesse maximale à 200 km/h, alors que d'autres sont limitées à 160 km/h. Ces voitures sont progressivement rénovées à partir d'avril 2003 avec de nouvelles livrées de couleur blanche et rouge possédant un rond bleu aux extrémités afin de les différencier. Toutes ces nouvelles livrées possèdent des toilettes à circuit fermé et des amortisseurs de lacet.

## Plan

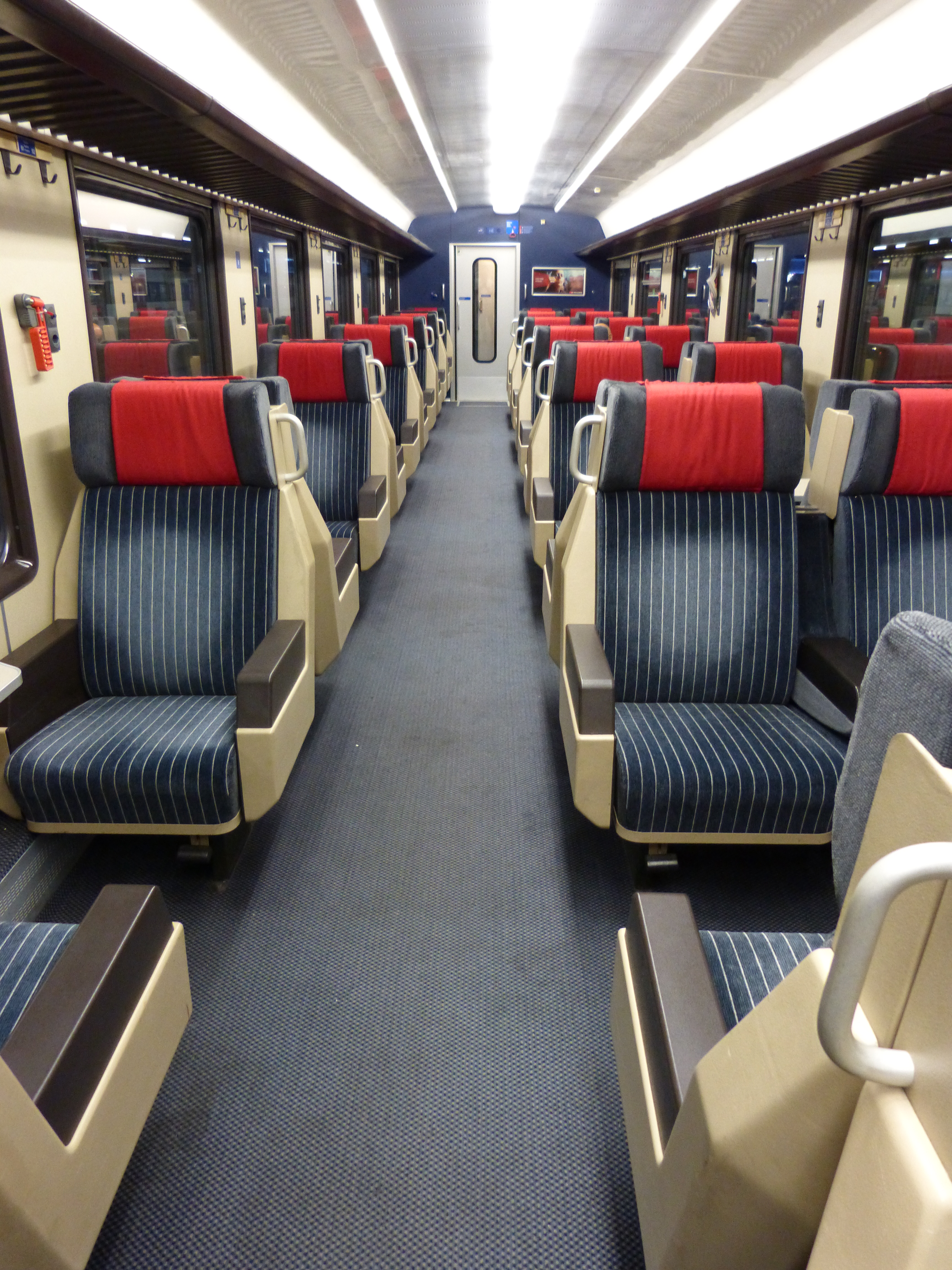
Corridor de la voiture CFF A 50 85 10-75 198-7 dans l'InterRegio 1741 de Genève-Aéroport à Brigue.

## Modèle miniature
- Roco 45330